# ناوة (غرمخان)
ناوة (بالفارسية: ناوه) هي قرية تقع في إيران في قسم غرمخان الريفي. يقدر عدد سكانها بـ 429 نسمة بحسب إحصاء 2016.